# Henk Woudstra
Henk Woudstra (1954) is een Nederlands voormalig korfballer en korfbalcoach. Woudstra won 1 maal de prijs van Beste Korfballer van Nederland en werd meerdere malen Nederlands kampioen.
Ook speelde Woudstra in het Nederlands korfbalteam.

## Speler

### Begin van carrière
Woudstra begon met korfbal bij korfbalclub SIOS uit Wolvega. Hier speelde hij samen met zijn echtgenote Marijke Enzing.
In 1975, op 21-jarige leeftijd verruilde Woudstra van club. Samen met zijn vrouw ging hij spelen bij Wordt Kwiek uit Jubbega, een club dat op slechts 20 km afstand van Wolvega lag.
Op het moment dat Woudstra bij Wordt Kwiek ging spelen, speelde de club in de Overgangsklasse maar het had grote ambities om hogerop te komen.
In seizoen 1976-1977 lukte het de ploeg om kampioen te worden in de Overgangsklasse in de zaal en dus te promoveren naar de Hoofdklasse.
In seizoen 1977-1978 speelde de club in de zaal op het hoogste niveau en deed dat voor een nieuwkomer niet onaardig. De ploeg werd 5e in de Hoofdklasse A met 15 punten uit 14 wedstrijden. Ook werd zelfs een positief doelsaldo van +15 neergezet.
Het seizoen erna was echter lastiger. In de zaal werd WK 7e in de Hoofdklasse B en degradeerde terug naar de Overgangsklasse.
Woudstra speelde t/m 1981 bij Wordt Kwiek en in die tijd lukte het niet om de ploeg terug te krijgen op het hoogste niveau.

### Een Tweede Jeugd
Aan het eind van seizoen 1980-1981 dacht Woudstra erover op helemaal te stoppen met korfbal. Hij was ondertussen 27 jaar en speelde al een tijdje niet meer mee om de prijzen. Daarnaast waren alleen hij en zijn vrouw als enigen nog over van de sterke selectie van een aantal jaar terug. Spelers zoals Jan Bosma en Jelke Nijboer waren al eerder gestopt en Woudstra zag zichzelf niet als leider van de selectie.
In 1981 kregen Marijke en Henk Woudstra bezoek van Harry Dassen en Herman van Gunst van DOS'46. Feitelijk kwamen ze voornamelijk voor Marijke, om te vragen of ze een overstap naar DOS'46 wilde maken. Henk kon ook mee naar de club, maar omdat de ploeg al goede heren had zou hij wel een basisplaats moeten veroveren voor zichzelf. Het stel ging de uitdaging aan en gingen in 1981 spelen bij DOS'46 uit Nijeveen.
Het eerste seizoen, 1981-1982 was meteen succesvol voor DOS'46. In de zaal werd de ploeg duidelijk 1e in de Hoofdklasse B met 5 punten verschil ten opzichte van SCO, dat tweede werd. DOS'46 speelde de zaalfinale tegen Deetos, de regerend zaalkampioen. In een spannende wedstrijd won DOS'46 uiteindelijk met 10-8 en was voor de eerste keer in de clubgeschiedenis Nederlands zaalkampioen.
Ook op het veld was het raak. DOS'46 bleef concurrent ROHDA met slechts 1 punt voor en werd landskampioen. De club had zodoende de dubbel te pakken door in 1 seizoen zowel veld- als zaalkampioen van Nederland te worden.
In het tweede seizoen bij DOS, 1982-1983 deed de ploeg het ook goed. In de zaal werd DOS'46 zelfs 3e in de Hoofdklasse met 20 punten uit 14 wedstrijden. Het miste net de zaalfinale, want Fortuna had 4 punten meer. Op het veld werd DOS ook derde van Nederland, maar dit was een spannende strijd. DOS'46 verzamelde 24 punten, terwijl ROHDA met 2 punten meer uiteindelijk veldkampioen werd. Dit seizoen was echter de come-back van Henk Woudstra. Ondanks dat hij geen vaste basisplaats kreeg, speelde hij zichzelf vrijwel meteen in de startploeg. Het leverde hem naast de prijs Beste Korfballer van het Jaar ook een plaats op in het Nederlands korfbalteam.
Seizoen 1983-1984 liep uit op een teleurstelling. Sowieso had DOS'46 te maken met een trainerswissel, want Harry Dassen vertrok en werd vervangen door Johan Wiegerink. Al snel had Woudstra door dat het niet klikte met hem en de nieuwe coach. Zo besloot Woudstra al voor het einde van het seizoen dat dit zijn laatste seizoen bij de club zou zijn. In de zaalcompetitie werd DOS uiteindelijk derde met minder punten dan het seizoen ervoor. Op het veld werd het nog wel 2e, maar het gat met PKC was 4 punten.

### Terug op het oude nest
In 1984 besloot Woudstra te stoppen bij DOS'46 en terug te keren naar SIOS, waar hij begonnen was met korfbal.
In 1988 stopte Woudstra bij SIOS.

## Erelijst
- Nederlands kampioen zaalkorfbal, 1x (1982)
- Nederlands kampioen veldkorfbal, 1x (1982)
- Europacup kampioen veldkorfbal, 1x (1982)
- Korfballer van het Jaar, 1x (1983)

## Oranje
Woudstra speelde 5 officiële interlands namens het Nederlands korfbalteam. Van deze 5 wedstrijden speelde hij er 4 in de zaal en 1 op het veld.

## Coach
In 1990 werd Woudstra benaderd door SIOS om assistent hoofdcoach te worden, onder Klaas Knol. In 1992 stapte hoofdcoach Knol op en werd Woudstra de interim hoofdcoach van de ploeg. Deze functie vervulde Woudstra ook voor seizoen 1992-1993.
In 1996 werd Woudstra hoofdcoach bij het Groningse Nic., dat op het veld en in de zaal in de Hoofdklasse speelde. In seizoen 1996-1997 werd Nic. in de zaal 4e in de Hoofdklasse A, maar op het veld deed de ploeg het beter. Het werd op het veld namelijk 1e met 22 punten uit 14 wedstrijden. Zodoende speelde Nic. de veldfinale van 1997. De tegenstander was Oost-Arnhem, dat na een zware beslissingswedstrijd toch de finale wist te behalen. In de veldfinale stond er 18-18 op het scorebord na de reguliere speeltijd. Er moest verlengd worden  en toen sloeg Oost-Arnhem toe. Nic. verslapte en verloor de finale uiteindelijk met 27-17, waardoor het genoegen moest nemen met zilver.
Woudstra's tweede seizoen bij Nic. verliep niet soepel. De ploeg was getalenteerd met spelers zoals Taco Poelstra en Kees Vlietstra en na de veldfinale van 1997 waren de verwachtingen hoog. De ploeg liet echter zowel op het veld als in de zaal kostbare punten liggen en Woudstra kwam onder vuur te liggen. In februari 1998 voelde Woudstra te veel twijfel over zijn capaciteiten dat hijzelf bij de club opstapte. Nic. huurde Ben Crum in als interim hoofdcoach om het seizoen af te maken, maar dit had niet het gewenste succes. Nic. eindigde dat seizoen in beide competities in de middenmoot.